# Mont-sur-Courville
Mont-sur-Courville is een gemeente in het Franse departement Marne (regio Grand Est) en telt 99 inwoners (1999). De plaats maakt deel uit van het arrondissement Reims.

## Geografie
De oppervlakte van Mont-sur-Courville bedraagt 6,0 km², de bevolkingsdichtheid is 16,5 inwoners per km².
De onderstaande kaart toont de ligging van Mont-sur-Courville met de belangrijkste infrastructuur en aangrenzende gemeenten.

## Demografie
Onderstaande figuur toont het verloop van het inwonertal (bron: INSEE-tellingen).